# Bristol City Museum and Art Gallery

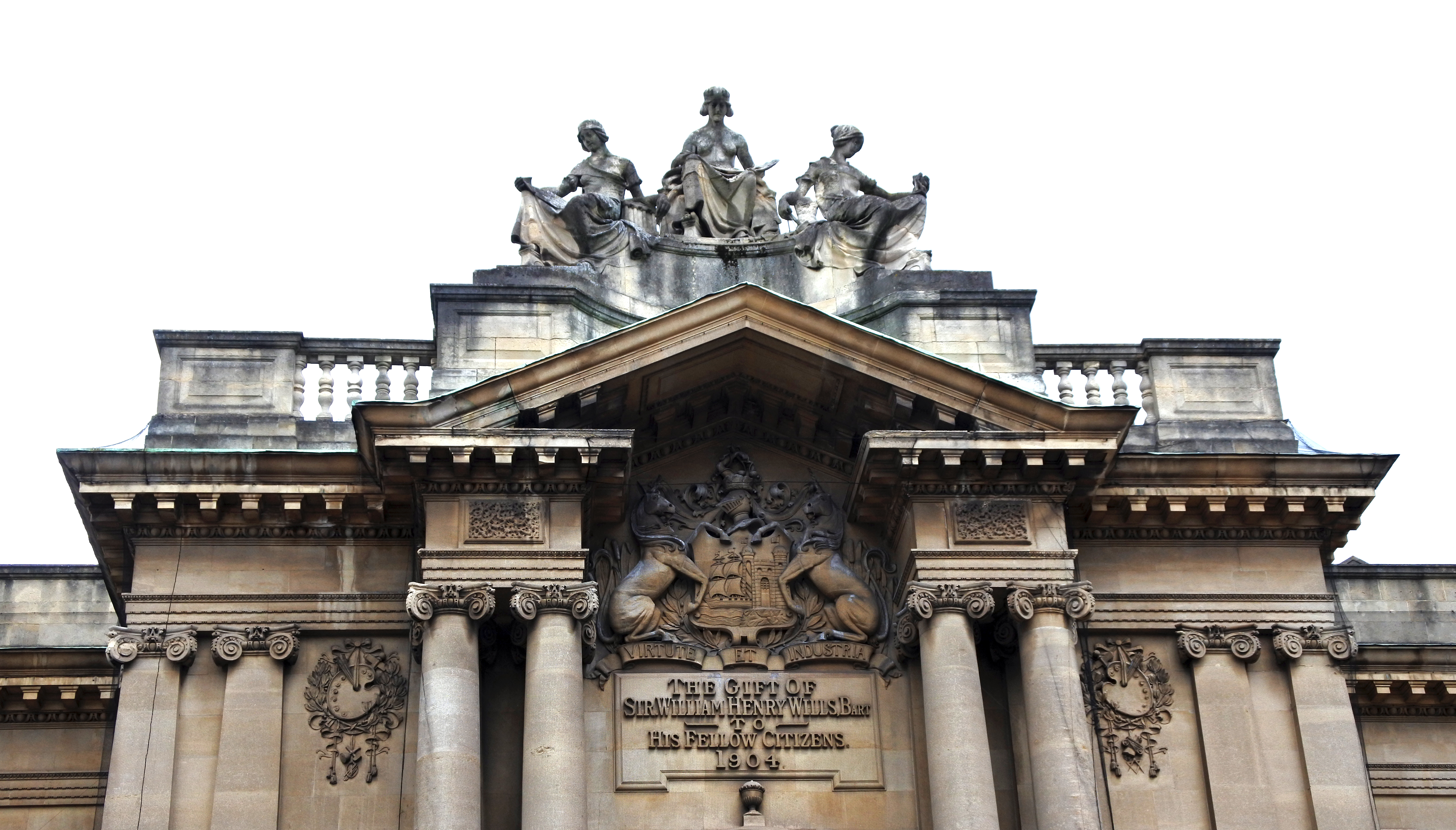
Détail du bâtiment avant du Bristol City Museum and Art Gallery.

Le Bristol Museum & Art Gallery est un musée et une galerie d'art à Bristol, en Angleterre.

## Description
Le musée est situé à Clifton, à environ 0,5 milles (0,8 km) du centre-ville. Dans le cadre de la Culture de Bristol, il est géré par la municipalité de Bristol sans frais d'entrée. Il détient le statut de musée désigné, accordé par le gouvernement national pour protéger les musées exceptionnels. Les collections désignées comprennent : la géologie, l'art oriental et l'histoire de Bristol, y compris les poteries anglaise. En janvier 2012, il est devenu l'un des seize musées partenaires majeurs du Conseil des Arts d'Angleterre.
Le musée comprend des sections sur l'histoire naturelle ainsi que l'archéologie locales, nationales et internationales. La galerie d'art présente des œuvres de toutes les périodes, y compris par de nombreux artistes de renommée internationale, ainsi qu'une collection de peintures modernes de Bristol.
Durant l'été 2009, le musée a accueilli une exposition de Banksy, avec plus de 70 œuvres d'art, y compris les animatronics et des installations; c'est sa plus grande exposition pour le moment. Elle a été développée dans le plus grand secret et sans publicité préalable, mais a rapidement acquis une notoriété mondiale.
Le bâtiment est de style Baroque et a été désigné Monument classé (Royaume-Uni) grade II* par English Heritage.
Les heures d'ouverture sont : du mardi au dimanche, de 10 h à 17 h. Le musée est également ouvert de 10 h à 1 7h les jours fériés et les lundis pendant les vacances scolaires.

## Événements
Le Bristol Museum & Art Gallery gère un programme d'événements gratuits et payants tout au long de l'année, comprenant des expositions de plusieurs semaines, des ateliers et des présentations de conservateurs de galeries. Le plus grand événement annuel est la célébration du week-end du Nouvel An chinois en février, avec des danses de dragon et de lion, des arts martiaux, des danses traditionnelles chinoises, des contes, des parcours familiaux, des activités artistiques et artisanales. Des informations sur les événements actuels et passés peuvent être trouvés sur le site internet du musée.

## Histoire

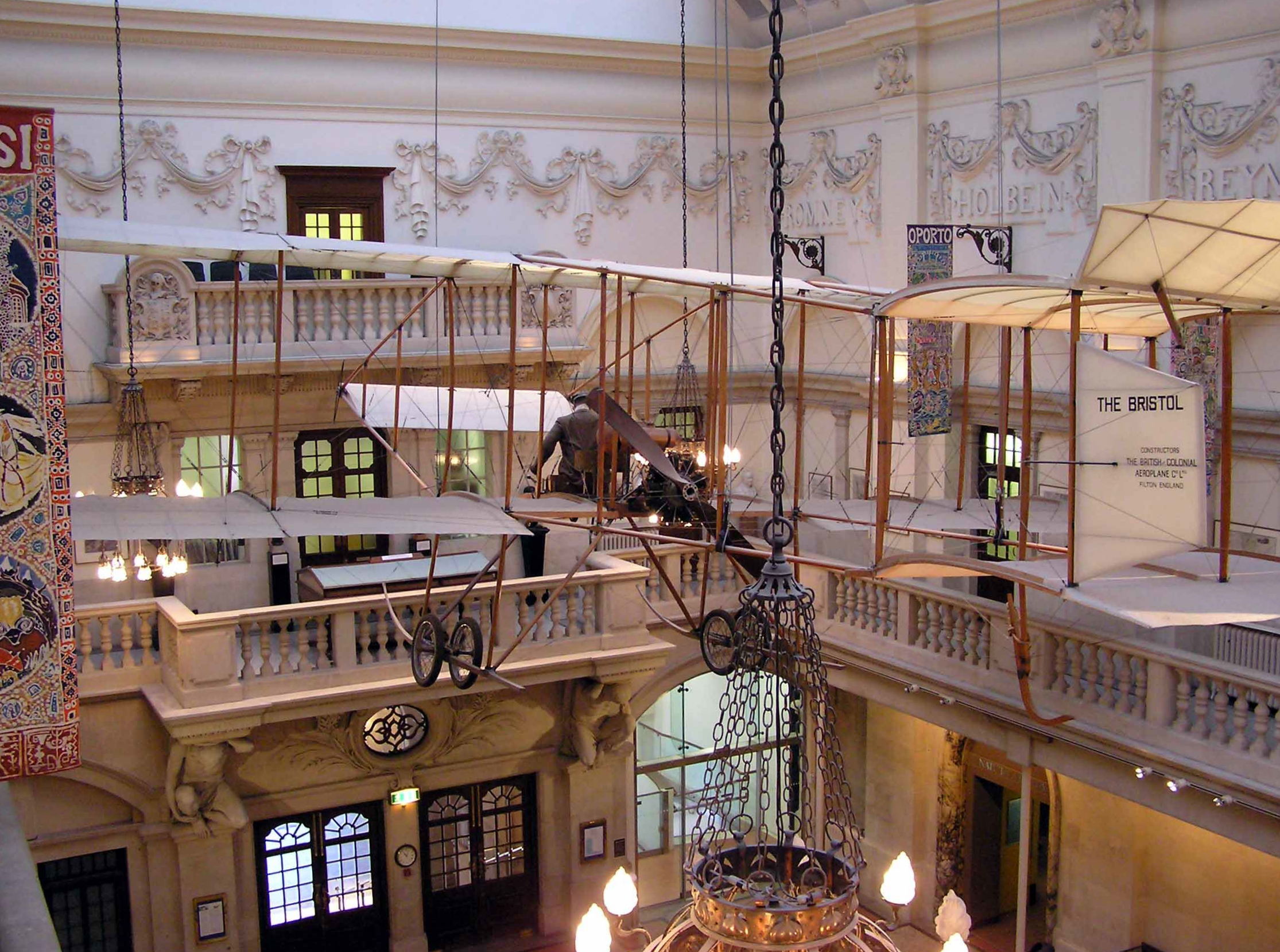
Une réplique du Biplane de Bristol (Boxkite) pend au plafond de la salle principale du Musée. Cet avion a été fabriqué en 1963, pour le film Ces merveilleux fous volants dans leurs drôles de machines.

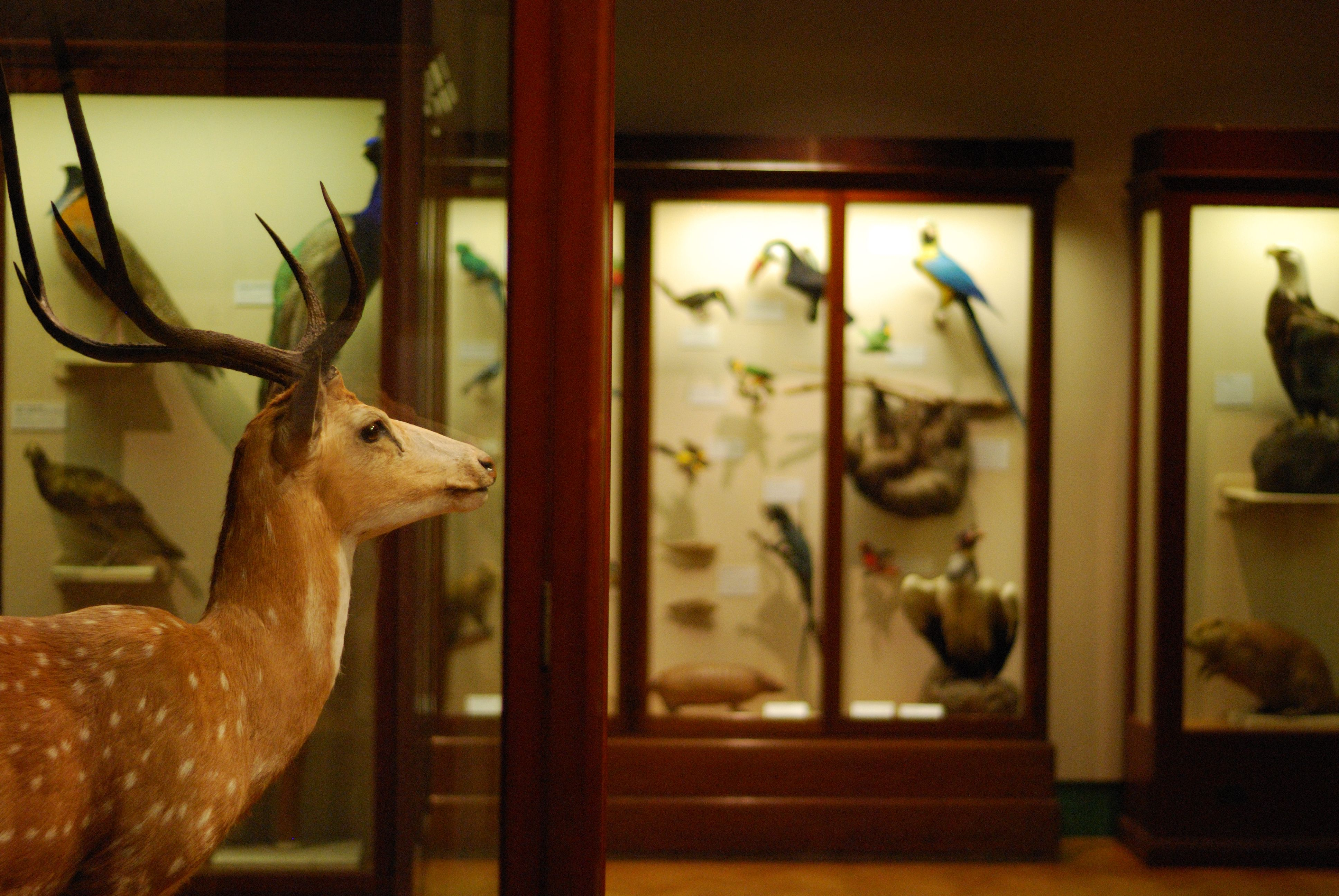
Les galeries d'histoire naturelle du musée comprennent un grand choix d'animaux empaillés.

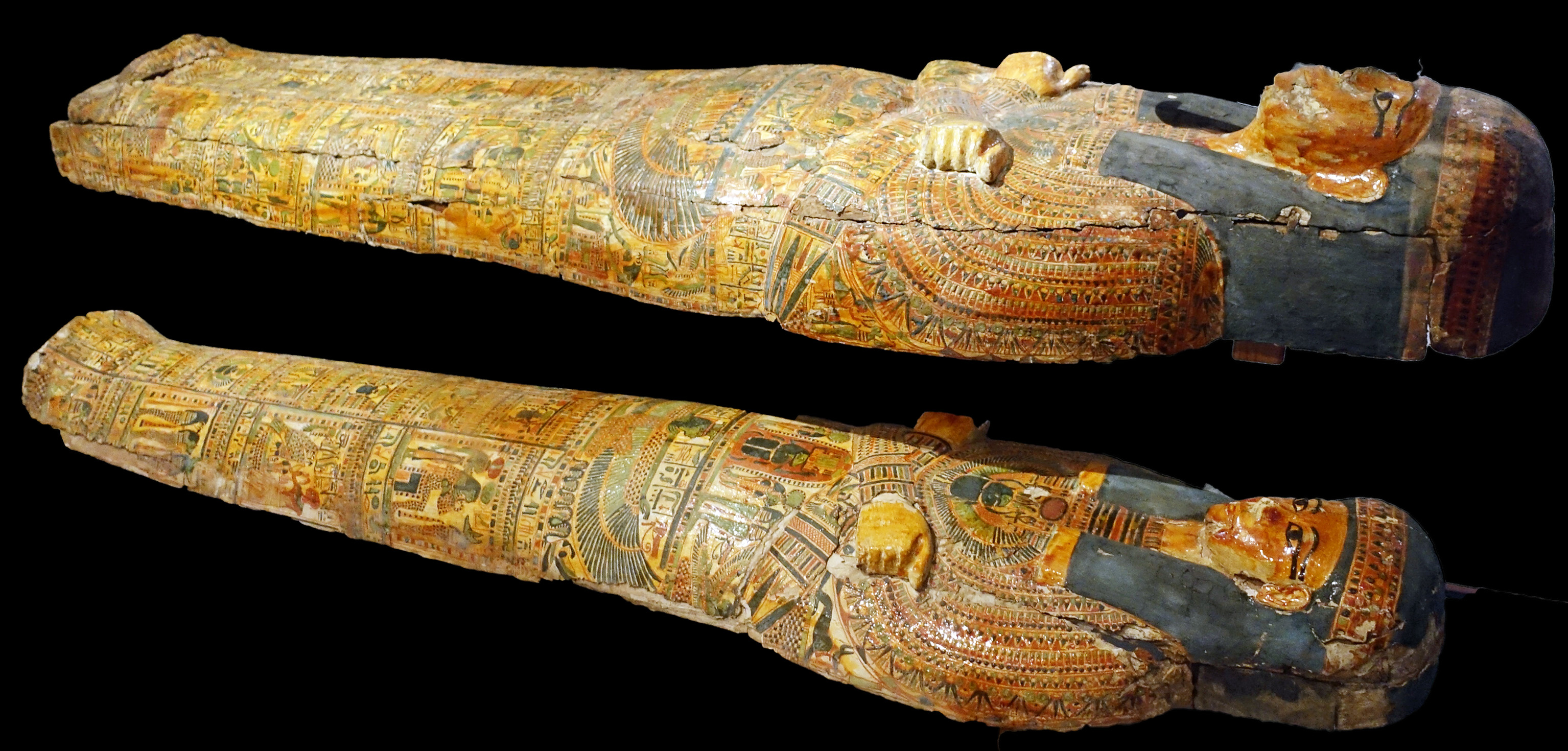
Des sarcophages dans les collections d'Égyptologie.

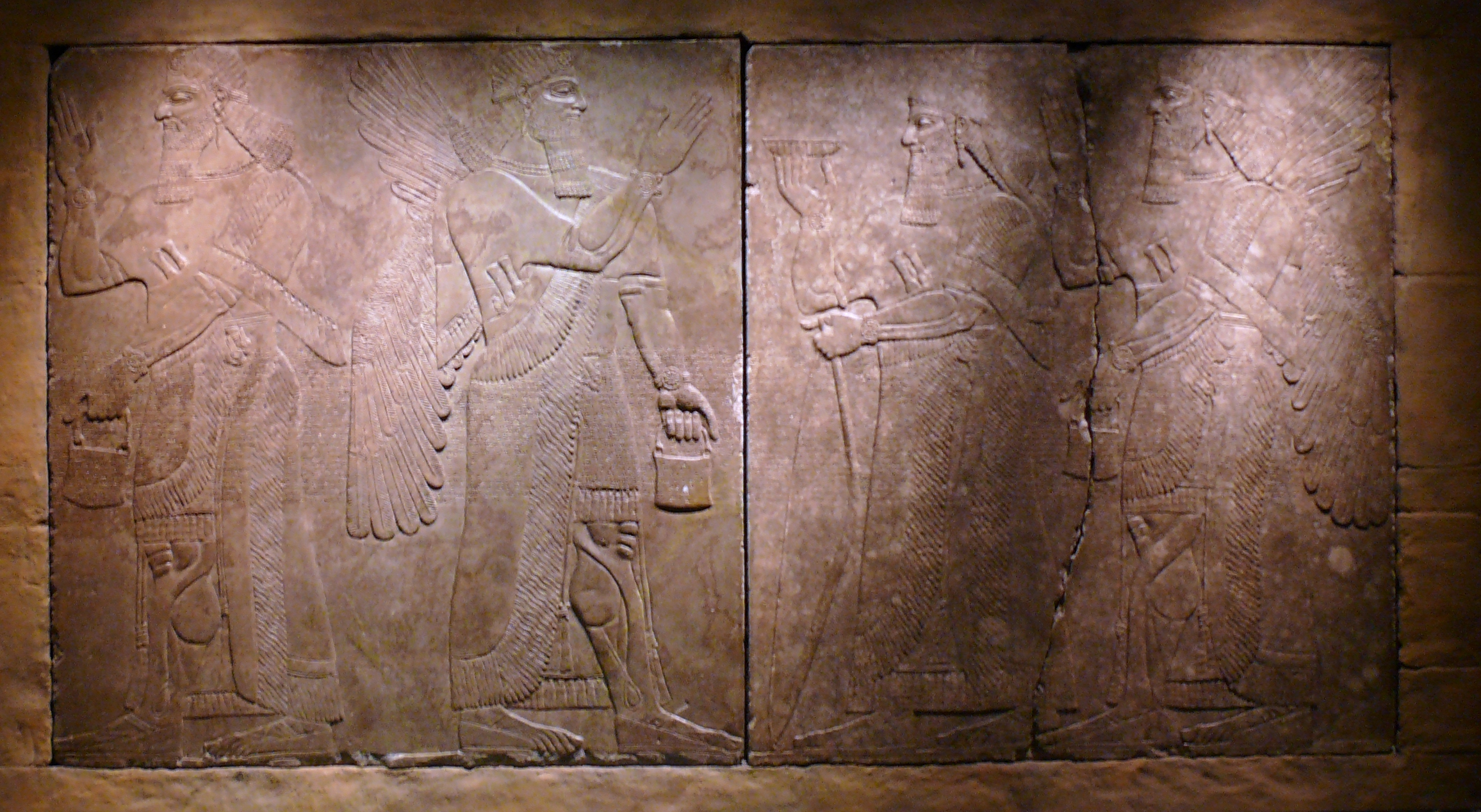
Reliefs assyriens

Les origines du Musée et de la Galerie d'Art remontent à la fondation, en 1823, de la Bristol Institution pour la Promotion de la Science et de l'Art, partageant des locaux flambant neufs au bas de la Rue Park (100 yards (91 m) du site actuel) avec la Société Littéraire et Philosophique de Bristol un peu plus ancienne. Le bâtiment néoclassique a été conçu par Sir Charles Robert Cockerell (1788-1863), qui a terminé plus tard le Fitzwilliam Museum, Cambridge, et construit Saint George's Hall, de Liverpool, qui a été utilisé plus tard comme le Hall des francs-Maçons.
En avril 1871, l'établissement de Bristol fusionne avec la Bristol Library Society et, le 1er avril 1872, un nouveau bâtiment combiné du musée et bibliothèque de style Gothique Vénitien est ouvert en haut de la Rue Park. Le bail de l'ancien bâtiment du Bishop's College voisin, qui avait été la Library Society's depuis 1855, passe à l'unité de réserve de l'armée locale, dont la salle d'exercices se trouvait derrière elle ; il est devenu le Victoria (plus tard Salisbury) Club et un restaurant. L'ancien bâtiment de l'institution est vendu aux francs-maçons. Bien que le nouveau bâtiment ait été agrandi en 1877, dans les années 1890, l'Association du Musée et de la Bibliothèque se débattait financièrement et était même incapable de payer son conservateur, Edward Wilson (1848-1898). Les négociations avec les autorités de la ville ont abouti au transfert de l'ensemble de l'organisation et des locaux à la ville de Bristol le 31 mai 1894. Wilson est resté conservateur jusqu'à sa mort.
Toutefois, en juin 1899, le site du Salisbury Club est proposé en vente à la ville, le baron du tabac, Sir William Henry Testaments (1830-1911, plus tard Lord Winterstoke) offre 10 000 £ pour aider à acheter le site et pour y construire une nouvelle Galerie d'Arts de la ville Conçu par Frederick Wills dans un style Baroque, le nouveau bâtiment a été inauguré en 1901, et ouvert en février 1905. Il a été construit dans un plan ouvert rectangulaire en deux sections chacune composée d'un grand hall avec des toits vitrés en voûte en berceau, séparés par un double escalier. Il a incorporé un Musée d'Antiquités, comme il avait été décidé lors de la phase de planification que les antiquités  Assyrienne, Égyptienne, grecque et Romaine, devraient être regroupées avec l'art dans la nouvelle structure, plutôt que de rester avec les collections d'histoire naturelle qui sont restés dans l'ancien bâtiment. Les outils de pierre ont continué à résider avec les collections de géologie dans l'histoire naturelle. Pourtant, plus d'espace est devenu disponible à des expositions de musée lorsque la Bibliothèque Centrale de Bristol a été déplacé en bas de la colline de College Green en 1906. Les salles vacantes ont été reconstruites en galeries des invertébrés et de la biologie.
En 1913, la salle d'exercices de la réserve militaire, située entre l'arrière de la Galerie d'Art et l'Université de Bristol, a été acheté par les deux institutions, les trois cinquièmes du complexe pour le Musée, le reste à l'Université. Malheureusement, le déclenchement de la guerre en 1914, a mis fin à tout projet de construction; en effet, la Upper Museum Room (géologie) a été autorisé en 1916 pour devenir une Salle des Soldats pour divertir les convalescents et la salle égyptienne servait à la lecture et à l'écriture et à la présentation de démonstrations spéciales. Cependant, après avoir été utilisé pour le stockage pendant plus d'une décennie, il a été possible de démolir la salle d'exercice pour permettre une extension vers l'arrière de la galerie d'art. Ce projet a été subventionné par Sir George Alfred Wills (1854-1928, un cousin du Seigneur Winterstoke) et achevé en 1930.
Le bâtiment du musée de 1872-77 a été ravagé par un incendie à la suite d'un attentat à la bombe dans la nuit du 24 au 25 novembre 1940, au cours de la Bristol Blitz, quelque 17 000 spécimens d'histoire naturelle ayant été perdus. L'extension de 1930 de la galerie d'art a également été touchée, mais heureusement, elle a échappé à l'incendie, bien qu'elle souffre gravement des dégâts causés par les explosions. Néanmoins, la galerie d'art a rouvert partiellement en février 1941, maintenant elle héberge temporairement certains des matériaux du musée qui ont survécu. Bien que maintenant logés dans le même bâtiment, à partir d'avril 1945, le Musée et la Galerie d'Art ont été officiellement réparties en deux établissements distincts, l'étage inférieur devenant le musée et les étages supérieurs la galerie d'art. Dans le cadre de cette restructuration, les collections d'archéologie et d'anthropologie ont été transférées de la Galerie d'Art au Musée.
En février 1947, les restes de l'ancien bâtiment du Musée (à l'exception de l'amphithéâtre non endommagé) ont été vendues à l'Université de Bristol: il a ensuite été reconstruit en salles à manger, devenant le Brown's Restaurant. La vente de l'immeuble en 1947 reflète l'intention que les nouveaux locaux seraient bientôt fournis pour le Musée et la Galerie d'Art; la planification a commencé en 1951, mais s'est poursuivie pendant les vingt années suivantes, période pendant laquelle les anciens bâtiments ont reçu que peu d'attention, autre que l'insertion de mezzanines pour gagner de l'espace supplémentaire.
Pendant ce temps, diverses propositions ont été faites pour de nouveaux bâtiments de musée dans le Parc du Château, dans le centre même de Bristol, donnant sur la rivière Avon. Cependant, l'augmentation des coûts et les difficultés de financement signifièrent qu'en 1971, les projets furent abandonnés et une plus petite somme d'argent a été consacrée à l'amélioration du bâtiment existant. Des travaux important ont été nécessaires, y compris le recâblage, le réaménagement des bureaux, la création de laboratoires, la division et l'ameublement du sous-sol pour assurer un stockage adéquat des collections de la réserve.
À l'été 2009, le musée a accueilli une exposition de Banksy, intitulée Banksy versus Bristol Museum qui présente plus de 70 œuvres d'art, dont des animatroniques et des installations. C'est sa plus grande exposition pour le moment.

## Collection

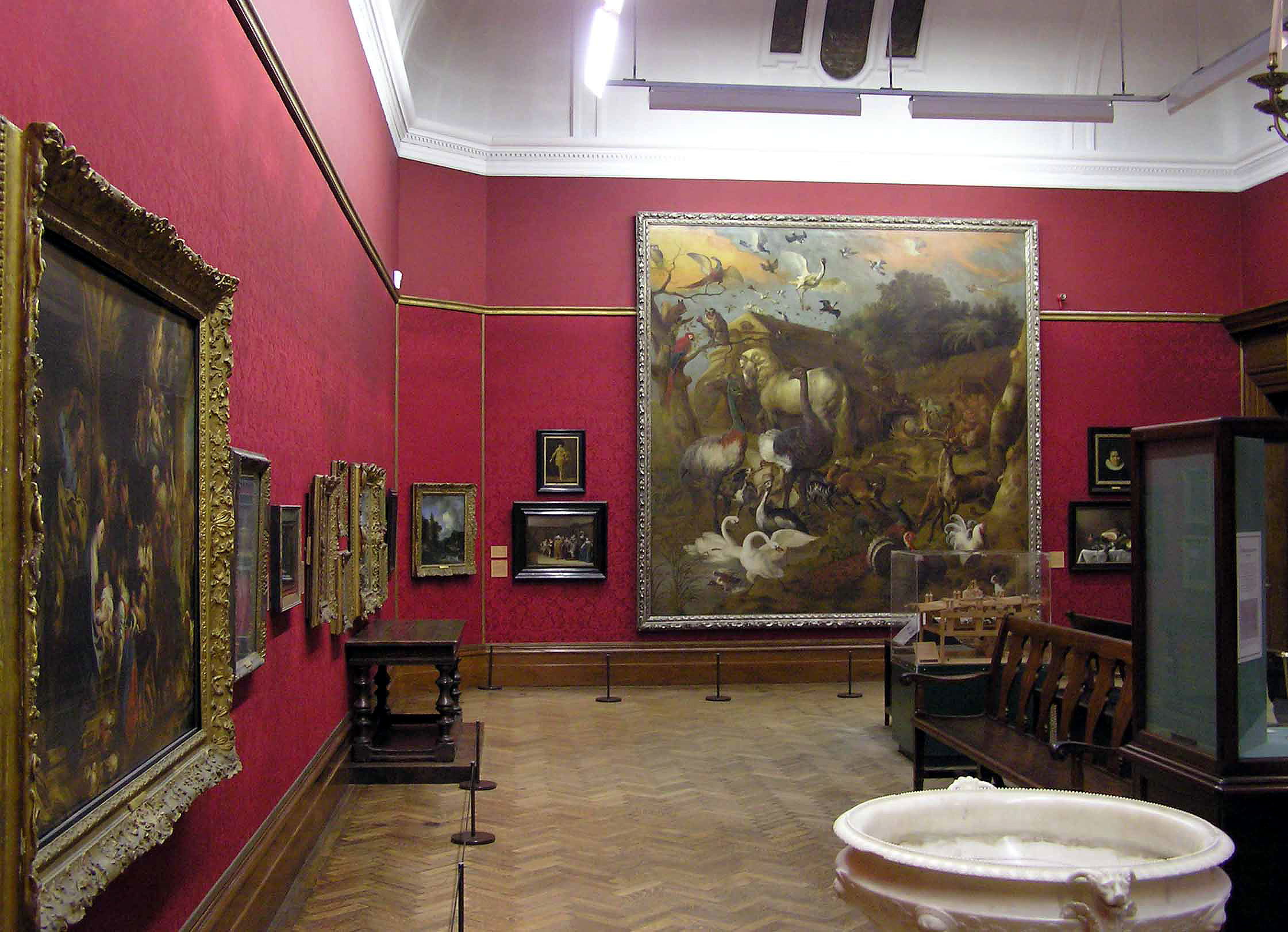
Intérieur de la Galerie d'Art de Bristol. Le grand tableau 'Noah's Ark' (4m sur 4m) a été peinte vers 1710 par l'artiste néerlandais Jan Griffier.

Les galeries d'art du dernier étage comprennent une collection de Chinese Glass et la « collection Schiller » de l'Art Oriental offerte par Max Schiller, l'archiviste de Bristol de 1935 à 1946 et recueillie par son frère aîné Ferdinand N Schiller. Elle contient une gamme de Ceramiques Chinoises couvrant différentes périodes dynastiques. Les pièces particulièrement fines comprennent un certain nombre de blanc, bleu clair et vert-vitrifié (Ying, Qing et Qingbai) des marchandises des dynasties Tang (618–960) et Song (960–1279). Avec également une collection de verres bleus de Bristol.
La galerie égyptologique contient des momies en plus d'autres objets et une décoration murale réalisée il y a plus de 3 000 ans - les reliefs assyriens, qui ont été transférés de l'Académie Royale de l'Ouest de l'Angleterre. Elle possède également une importante collection d'antiquités égyptiennes, un nombre considérable provenant des fouilles de la Société d'exploration de l'Égypte et de l'école britannique d'archéologie en Égypte. Une galerie égyptienne entièrement reconstruite ouverte en 2007.
Une galerie d'histoire naturelle contient des exemples d'habitats aquatiques dans le sud-ouest de l'Angleterre et une carte interactive des sites de la faune locale et un aquarium d'eau douce contenant des poissons typiques de la région.
Le musée abrite également de nombreux objets de la préhistoriques et Romains récupérés avant l'inondation du Lac de Chew Valley, ainsi que d'autres découvertes archéologiques locales telles que celles du temple romain de Pagans Hill et de la mosaïque Orpheus de Newton St Loe.
Il y a un choix de galeries situées à l'étage pleines d'œuvres d'art: les Vieux Maîtres, l'école française, la collection britannique, l'art moderne et l'école de Bristol.
En 2012, le musée a reçu toute la collection de 50 000 pièces de l'ancien Empire britannique et du Commonwealth Museum.

## Organisations d'amis
Les Amis de la Galeries d'Art de Bristol soutiennent la galerie depuis 1947, en acquérant plus de 300 œuvres d'art pour la galerie. Les Amis du Musée et de la Galerie d'Art de Bristol a été fondé en 1977 (d'abord connu sous le nom de « Bristol Magpies ») pour soutenir les principaux sites des musées, des galeries et des services d'archives de Bristol.

## Développement futur

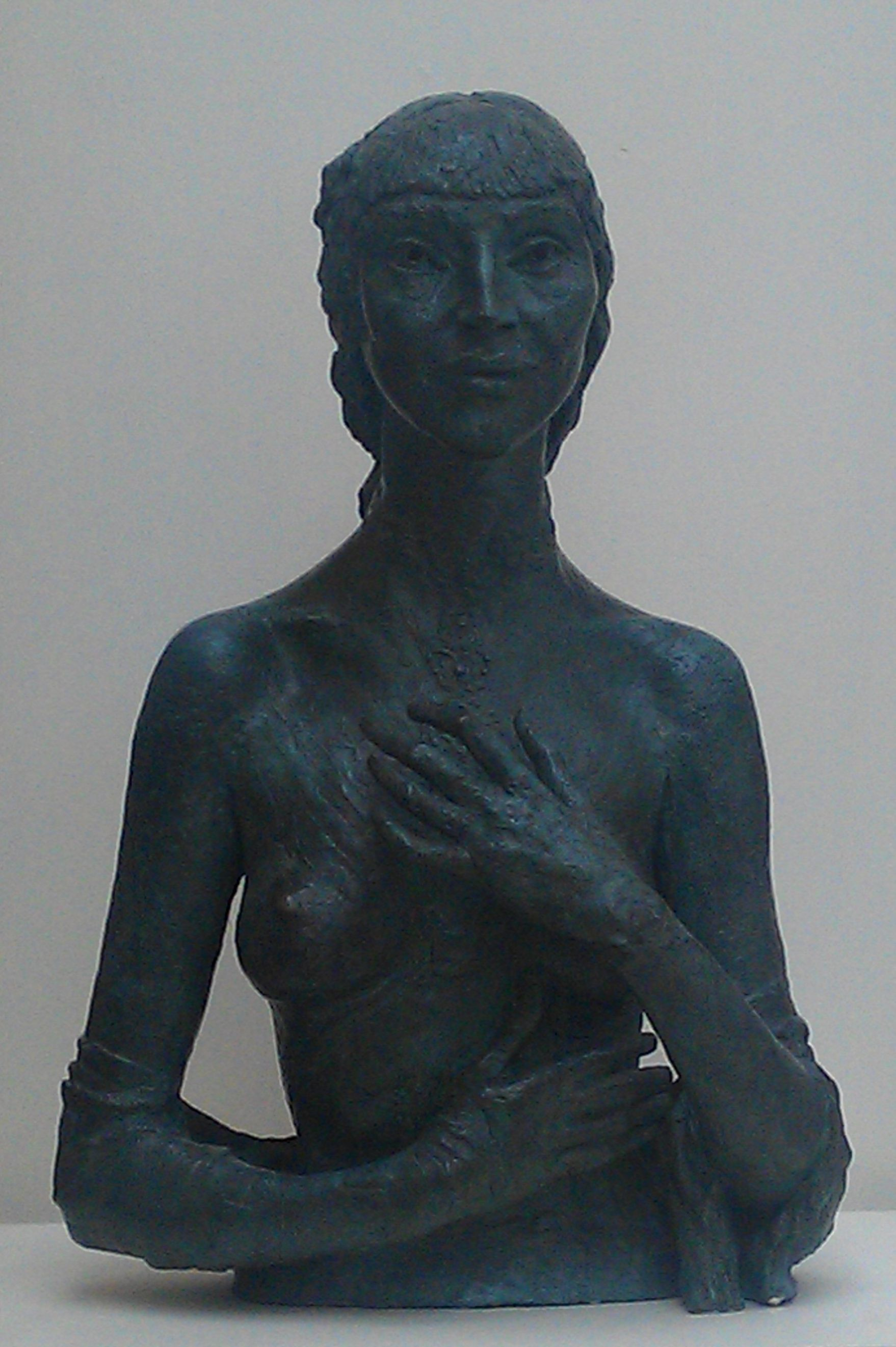
Sculpture de Bronze de Kathleen Garman par Jacob Epstein, intitulé Kathleen' et fait en 1935, alors qu'elle était sa maîtresse (ils se sont mariés plus tard). La position de ses mains et de ses bras est très proche de celle du buste en marbre d'Andrea del Verrocchio, « Lady with Primroses ».

En juillet 2014 le Conseil des Arts d'Angleterre a annoncé que le Musée de Bristol obtient son deuxième financement pour les musées majeurs en 2015-2018, qui permettra au service de recevoir environ 4,7 millions de livres sterling (soit 5,33 millions d'euro) sur trois ans pour les aider à atteindre les résultats publics.

## Musées et sites associés
Les autres musées et sites administrés par la Bristol Culture sont M Shed, le Blaise Castle House Museum, le Red Lodge Museum, le Georgian House Museum, les Bristol Archives et la Kings Weston Roman Villa. Le musée industriel de Bristol, qui a fermé ses portes en 2006, a rouvert ses portes en juin 2011 sous la forme d'un musée appelé M Shed dédié à raconter l'histoire de Bristol.